# San José de Cuatro Caminos
San José de Cuatro Caminos är en ort i Mexiko.   Den ligger i kommunen Mier y Noriega och delstaten Nuevo León, i den centrala delen av landet, 500 km norr om huvudstaden Mexico City. San José de Cuatro Caminos ligger 1 518 meter över havet och antalet invånare är 119.
Terrängen runt San José de Cuatro Caminos är kuperad österut, men västerut är den platt. San José de Cuatro Caminos ligger nere i en dal. Runt San José de Cuatro Caminos är det glesbefolkat, med 8 invånare per kvadratkilometer. Närmaste större samhälle är Dolores, 4,6 km öster om San José de Cuatro Caminos. Omgivningarna runt San José de Cuatro Caminos är i huvudsak ett öppet busklandskap.